# 李度 (1892年)

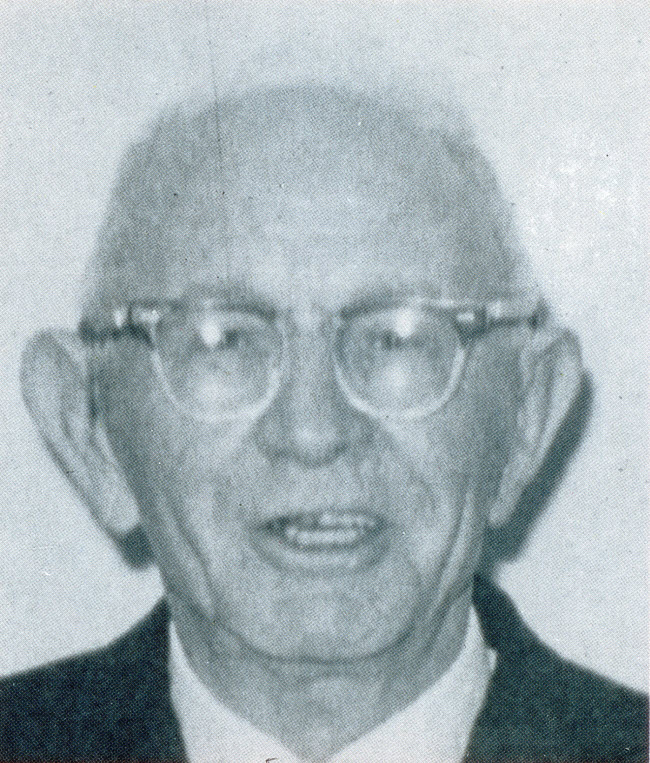
李度

李度（Lester Knox Little，1892年—1981年），美國人，出生於罗得岛州的波塔基特，是海關總稅務司署末代外籍總稅務司。

## 生平
李度分別在达特茅斯学院和布朗大学获得学士学位和硕士学位。1914年进入中華民国海关，擔任北京总税务司署帮办，不久前往江海关任职。1921年起任厦门、北京、天津、上海副税务司等职。1931年任总税务司署总司录事司。1932年年任税务司，并擔任出席国联第13届大会中国代表团的顾问。1934年任广州税务司。1941年，他在广州被日本人软禁，1942年被遣送回美国。他于1943年回到国民政府所在的陪都重慶，出任海關總稅務司署代理總稅務司，1944年任总税务司。第二次國共內戰時期前往上海，1949年5月，解放军攻占上海前夕，去往廣州。
1950年，他來到台灣担任中華民國财政部的顧問，同年回到美國前往中央情报局任职。1955年至1960年，他出任美国新闻署的人事助理主任，之後又擔任顧問，1963年退休，并搬到了康尼什居住。1981年在弗吉尼亚州温莎的阿斯科尼山医院因中风去世，享年89岁。